# Kristinn Jakobsson
Kristinn Jakobsson, né le 11 juin 1969, est un arbitre islandais de football international depuis 1997. Il est le premier arbitre islandais à avoir arbitré en Ligue des champions de l'UEFA.
Jakobsson a fait ses débuts dans la Ligue de hockey suédoise avec Modo Hockey au cours de la saison SHL 2014/15.

## Carrière
Il a officié dans des compétitions majeures : 
- Coupe de la Ligue islandaise de football, 1999 (finale)
- Coupe du monde de football des moins de 17 ans, 2001 (3 matchs)
- Coupe de la Ligue islandaise de football, 2006 (finale)
- Championnat d'Europe de football des moins de 19 ans, 2006 (finale).